# 足立清紀
足立 清紀（あだち きよき、1990年4月24日 - ）は、日本のフリーアナウンサー、ナレーター。千葉県船橋市出身。Sports Zone株式会社所属。

## 経歴・人物
幼少期から大学1年次まで野球に打ち込む。
大学卒業後は一般企業に就職し採用担当を2年間務める。
2016年からスポーツ実況業に転職し、2018年からSports Zoneに所属。
現在は野球・サイクルロードレース・バドミントン・バスケットボール・テニス・フィギュアスケートと幅広く実況を担当しているほか、イベント司会やナレーションなどでも活躍。
2020東京オリンピックでは水泳・飛込競技の場内MCを3週間務めた。
2023年6月にはボクシングC級プロテストに合格。所属は竹原慎二&畑山隆則ボクサ・フィットネスジム。
2024年の第3回WBSCプレミア12ではAmazonが運営するPrime Videoにて日本戦の実況を担当。決勝ではリポーターを務めた。
2024年12月、7年振りに有明で行われたU-NEXT presents ドリームテニスARIAKEでは実況を担当した。

## 出演
【野球実況】
- プロ野球（J SPORTS、DAZN、パ・リーグTVなど）
- メジャーリーグ（J SPORTS）
- ワールドベースボールクラシック（J SPORTS）
- WBSCプレミア12（J SPORTS、Prime Video）
- 東京六大学野球（ABEMA）
- 全日本大学野球選手権大会（J SPORTS）
- NPB12球団ジュニアトーナメント（J SPORTS）

【サイクルロードレース実況】
- ツール・ド・フランス（J SPORTS）
- ジロ・デ・イタリア（J SPORTS）
- ブエルタ・ア・エスパーニャ（J SPORTS）

【バドミントン実況】
- BWFワールドツアー（J SPORTS）
- S/Jリーグ（J SPORTS）

【バスケットボール実況】
- Bリーグ（バスケットLIVE、J SPORTS）
- 全日本大学バスケットボール選手権大会（バスケットLIVE）

【テニス実況】
- ATPツアー（スポナビライブ、ABEMA）
- WTAツアー（DAZN）
- Yoshi’s CUP（YouTube）
- SBCドリームテニスツアー（YouTube）
- ドリームテニスARIAKE（U-NEXT）

【フィギュアスケート実況】
- 世界フィギュアスケート選手権（J SPORTS）
- 四大陸フィギュアスケート選手権（J SPORTS）

- 全米フィギュア選手権（J SPORTS）

【バレーボール実況】
- SVリーグ（J SPORTS）
- インターハイ／全国高等学校総合体育大会バレーボール競技大会（J SPORTS）

【ラグビー実況】
- ラグビーワールドカップセブンズ2018（ABEMA）
- 太陽生命ウィメンズセブンズシリーズ（J:COM）
- なの花薬局ジャパンセブンズ（J:COM）

ほか、ナレーション・イベント司会など多数